# Monte das Cruzes

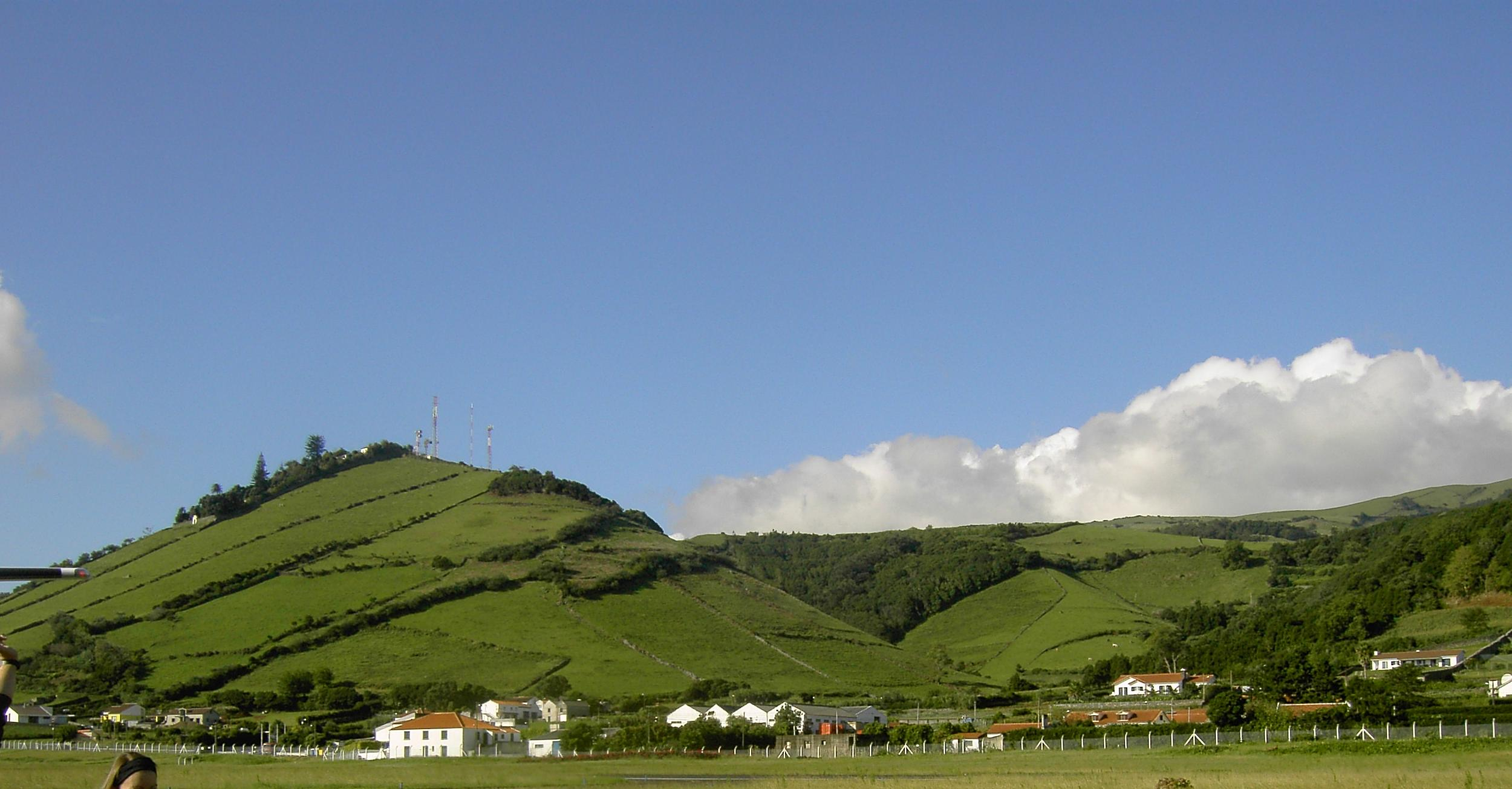
Monte das Cruzes em Santa Cruz das Flores, visto do Aeroporto

O Monte das Cruzes é uma elevação portuguesa localizada no concelho de Santa Cruz das Flores, ilha das Flores, arquipélago dos Açores.
Este acidente geológico tem o seu ponto mais elevado a 210 metros de altitude acima do nível do mar. No cimo desta formação encontra-se o Miradouro do Monte das Cruzes. Sobre este monte conta-se uma curiosa lenda, a Lendas do Monte das Cruzes. Nas imediações do Monte das Cruzes encontra-se o Porto das Poças, o Ilhéu das Poças e o Pico da Casinha.